# Ungernia spiralis
Ungernia spiralis är en amaryllisväxtart som beskrevs av Proskor. Ungernia spiralis ingår i släktet Ungernia och familjen amaryllisväxter. Inga underarter finns listade i Catalogue of Life.